# Étienne Bacrot
Étienne Bacrot (Lille, 22 de janeiro de 1983) é um grande mestre de xadrez francês. Atingiu seu maior rating em Abril de 2005 com 2731 pontos.
Bacrot começou a jogar xadrez com quatro anos de idade. Aos 13 anos ele venceu sua primeira partida contra um grande mestre e ex campeão mundial, Vasily Smyslov. Bacrot se tornou mestre internacional de xadrez em Março de 1997 com 14 anos e 2 meses de idade, se tornando assim a pessoa mais jovem até então a conquistar o título (em Dezembro ele foi tomado por Ruslan Ponomariov).
Em 2004 Bacrot ultrapassou, pela primeira vez, a marca de 2700 de rating. Em Janeiro de 2005 ele se tornou o primeiro enxadrista francês a se colocar entre os 10 maiores atletas do mundo. Em Janeiro de 2009 a Federação Internacional de Xadrez posicionou Bacrot como número 21 do mundo e primeiro da França.
Em 1999 Bacrot foi um dos quatro conselheiros da partida Kasparov contra o Mundo.
Atualmente ele é casado com Nathalie Bonnafous e possui um filho Alexandre Bacrot.

## Resultados relevantes
- Campeão francês por seis vezes com cinco vitórias consecutivas de 1999 a 2003 e em 2008.
- Venceu Boris Gelfand com apenas 19 anos 3.5-2.5 e Ivan Sokolov com 21 anos 3.5-2.5 in Albert.
- Venceu Judit Polgár 3-1 num torceio de xadrez rápido com 16 anos em Bastia, empatou com o ex-campeão mundial Anatoly Karpov num torceio de xadrez rápido 3-3 com 17 anos.
- Terminou em terceiro no torneio de Dortmund Sparkassen em 2005.
- Venceu o torneio Aberto de Aeroflot em 2009.